# Abu-s-Saj Díwdad ibn Díwdast
Abu-s-Saj Díwdad ibn Díwdast (en àrab, Abū s-Sāj Dīwdād b. Dīwdast) (mort en 879) fou un general al servei dels abbàssides i després del safàrides, que fou el fundador de la dinastia d'emirs sàjides de l'Azerbaidjan.
Va estar al servei del famós general al-Afxín (Khaydhar ibn Kaus), parent seu, en les lluites contra Babak (836/837) i també al Tabaristan contra els tahírides del Khorasan del rebel karínida Mazyar. El 389 va dirigir l'expedició contra Mankadjur, un lloctinent d'al-Afxín que s'havia revoltat a l'Azerbaidjan.
El 856 o 858 el califa al-Mutawàkkil el va nomenar encarregat de la vigilància de la ruta de la Meca i va conservar el càrrec fins al 865 quan va esclatar la lluita entre Al-Mustaín i Al-Mútazz. Llavors va donar suport al primer i va anar a reunir-se amb ell a Bagdad amb una força militar de 700 cavallers. Fou nomenat comandant d'Al-Madain i encarregat de reclutar contingents turcs per atacar cap al sud-est.
Després, amb la pau, fou nomenat recaptador d'impostos a Sawad, a la riba de l'Eufrates i després altre cop vigilant de la ruta de la Meca amb el govern de Kufa. En aquest govern el seu lloctinent va poder capturar al rebel alida Abu Ahmad Muhammad ben Djafar. Després va rebre la vigilància de la ruta de Khurasan. Vers 865-871 va exercir com ostikan d'Armènia càrrec segurament simultani a altres. El 868 fou nomenat lloctinent Sàlih ibn Wassif com a governador de la Síria del Nord i el territori d'Awasim, amb seu a Alep i va governar Kinnasrin. El 870 va perdre aquest lloc que va passar a Àhmad ibn Issa ibn Xaykh. Fou també sàhib aix-xurta (cap de policia) de Bagdad i va participar en el conflicte entre els emirs turcs i el califa. El 874/875 fou nomenat governador de Khuzestan però derrotat pels Zanj, la ciutat d'Al-Ahwaz fou saquejada
El 876 quan el safàrida Yaqub ibn al-Layth es preparava per marxar a l'Iraq contra els abbàssides, Abu-s-Saj es va posar al servei de Yaqub i va prendre part en la batalla de Dayr al-Akul. Amb la derrota les seves propietats a l'Iraq li foren confiscades per ordre del califa Talha al-Muwàffaq. Va restar lleial als safàrides i va morir al servei d'Amr ben al-Layth a Djundishabur el 879.
Fou conegut pòstumament com a Diwdad I, per ser el primer sàjida rellevant.
Va deixar dos fills Muhàmmad i Yússuf. Muhàmmad, conegut per al-Afxín as-Sají, fou el primer emir de la dinastia.